# Nemophora pyrotechna
Nemophora pyrotechna (лат.) — вид длинноусых молей рода Nemophora (Adelidae). Южная Азия (Индия), Юго-Восточная Азия (Камбоджа, Мьянма, Таиланд).

## Описание
Длина передних крыльев 5—6,8 мм. Вид Nemophora pyrotechna внешне похож на N. cleodoxa, от которого отличается наличием жёлтых чешуек на обеих фасциях передних крыльев и вершинном пятне, наличием двух жёлтых продольных полос у основания передних крыльев, не увеличенными сложными глазами у самцов, V-образным винкулумом и коротким (0,85 × длины винкулума) фаллосом без сильно склеротизованных килей. Глянцевое золотистое пятно посередине костального края встречается также у N. sinicella и N. aglaospila, от которых N. pyrotechna отличается отсутствием тёмных и светлых полукруглых полос вокруг этого пятна. По рисунку передних крыльев N. pyrotechna также напоминает тёмную форму N. engraptes, от которой она отличается маленькими сложными глазами у самцов. Губной щупик 3-сегментный, короткий или средней длины, с густыми приподнятыми волосками. Максиллярный щупик рудиментарный. Голени передних ног имеют апикальные эпифизы; задние голени покрыты густыми волосками.
Переднее крыло тёмно-коричневое с бронзовым оттенком; базальное поле (0,25 от длины переднего крыла FWL) тёмно-коричневое, с внешним краем почти перпендикулярным к краям крыла; два продольных жёлтых пятна в базальном поле одинаковой ширины. Как фасция (достигающая косты между 0,35 и 0,60 × FWL), так и торнальное пятно состоят из смеси (обычно 1:2 до 2:3, в дорсальной части фасции 1:10 до 1:5) жёлтых и тёмно-коричневых чешуек; края фасции почти параллельны друг другу, ширина фасции у косты 1,4-2,0 × ширины на дорсальной стороне. Торнальное пятно переменного размера, от маленького (с передним краем, достигающим жилки M1) до большого (с передним краем, достигающим жилки RS4). Бахрома бронзовая. Задние крылья тёмно-коричневые, с бронзовым до медного блеском; бока серые; бахрома светло-коричневая до бронзовой.